# AGON
Az AGON (Ancient Games of Nations) számítógépes kalandjáték-sorozat a magyar Private Moon Studios által készített videójáték. Tervezőjének a táblás játékok iránti tiszteletét megtestesítő, sokoldalú médiaművészeti alkotás. A sorozat minden epizódjában a világ más-más tájára kísérjük a fiktív főhőst, Samuel Hunt angol történészprofesszort, akinek az a küldetése, hogy felkutasson egy-egy féltve őrzött régi táblajátékot, majd megismerve a szabályokat, legyőzze annak mesterét. Az egyéb kalandokat is tartalmazó epizódok végén a játékos a mesterséges intelligenciával mérkőzhet a hitelesen rekonstruált és modellezett táblás játékokban.
Az AGON sorozat tervezője és producere Pierrot (Marosi Z. Tamás) zenész, producer és játékfejlesztő. Az ősi táblás játékok virtuális reprodukálásának szándékával indult hobbiból hivatás lett: megszületett az AGON sorozat ötlete, majd 2003-2004 folyamán az első három epizód (melyek helyszíne London, Lappföld és Madagaszkár). Ezeket 2007-ben követte a negyedik (Toledo), és 2008-ban kezdődött a munka az ötödik (Peking) folytatáson.
Az AGON első három epizódja A rejtélyes kódex (The Mysterious Codex) címmel az egész világon elérhető, számos internetes portál forgalmazza, ma már elsősorban elektronikusan. A negyedik epizód, a Toledo: Az elveszett kard (The Lost Sword of Toledo) 2007 végén jelent meg Magyarországon, majd 2008 folyamán a világ többi részén. Az AGON videójátékok angol és német nyelvű lokalizációja teljes hangszinkronnal, számos más nyelven feliratozva valósult meg.
Pierrot 2006-ban forgatta az AGON játékmotorjára épülő Jumurdzsák gyűrűje c. interaktív filmet. Csapata Eger önkormányzatának pályázatán nyerte el a különleges városmarketing eszköz megalkotásának lehetőségét. Külföldön 2009-ben jelent meg letölthető formában, Yoomurjak's Ring címmel, angol feliratozással.